# ¡Agua! (álbum de Chanel)
"¡Agua!" es el primer álbum de estudio de Chanel Terrero. Comenzó a trabajar en él en el año 2022, finalmente el lanzamiento oficial fue el 12 de enero de 2024 de la mano de Sony Music.
El álbum incluye estilos que representan a la perfección a la artista. Desde ritmos urbanos, jugando con el R&B, el funk carioca, la bachata o la balada.
Junto a ella otros artistas del panorama musical español e internacional se unen para poner voz a algunas canciones del tracklist: Abraham Mateo, Ptazeta, Maikel Delacalle, FMK, Zé Felipe y Rocco Hunt.
Fue publicado en formato digital, Compact Disc y vinilo.
El disco alcanzaría el #1 en la Lista de Ventas de España en su primera semana, además de alzarse con el #1 en Top Vinilos del país. 

## Lista de canciones
- Edición CD / LP:

Acto I:
| N.º | Título                                            | Escritor(es) | Duración |  |
| 1.  | «Clavaito (con Abraham Mateo)»                    | Abraham Mateo, Chanel, José Cano Carrilero | 2:42     |  |
| 2.  | «Vuelta y vuelta»                                 | Chechu Aurrecoechea, Daniel Sabater | 2:16     |  |
| 3.  | «Ping Pong (con Ptazeta)»                         | Antonio Rayo, Carlos Humberto Domínguez, Joaquín Domínguez Santana, Omar Sabino, Zuleima del Pino González                                                     | 2:39     |  |
| 4.  | «Loka (con Maikel Delacalle)»                     | Andy Clay, Antonio Rayo, Mikel Cabello Negrin, Omar Sabino | 3:01     |  |
| 5.  | «P.M.»                                            | Antonio Rayo, Carlos Humberto Domínguez, Chanel | 2:38     |  |
| 6.  | «Hasta que amanezca (con Zé Felipe y Rocco Hunt)» | Andrés Mauricio Acosta Echeverri, Antonio Rayo, Carlos Humberto Domínguez, Lucas Bezerra Medeiros, Marc Montserrat, Omar Sabino, Pedro Elipe, Rocco Pagliaruro | 2:58     |  |

Acto II
| N.º | Título                            | Escritor(es)                                                                                        | Duración |  |
| 7.  | «Ahora que no te tengo (con FMK)» | Benjamín López, Enzo Ezequiel Sauthier, Estanislao de Lera                                          | 2:35     |  |
| 8.  | «Lucky Me»                        | Chanel, Joaquín Domínguez Santana, Jonathan Burt, Natalia Neva                                      | 2:21     |  |
| 9.  | «SloMo»                           | Ibere Fortes, Arjen Thonen, Keith Harris, Leroy Sánchez, Maggie Szabo                               | 2:56     |  |
| 10. | «Sin sal»                         | Chechu Aurrecoechea, Gianpiero Visciotti, Lucas Otero                                               | 2:24     |  |
| 11. | «House Party»                     | Chanel, David Otero, Garabato, Kyle Hanagami, Leroy Sánchez                                         | 2:19     |  |
| 12. | «Agua»                            | Caroline Álvares, Chanel, Joaquín Domínguez Santana, María Vegas Estrada, Paris Gordillo Apolinario | 3:00     |  |